# Canton de Landivisiau
Le canton de Landivisiau est une circonscription électorale française située dans le département du Finistère et la région Bretagne.

## Histoire
- Le canton de Landivisiau a été créé en 1790[1].

- De 1833 à 1848, les cantons de Landivisiau et de Sizun avaient le même conseiller général. Le nombre de conseillers généraux était limité à 30 par département[5].

- Un nouveau découpage territorial du Finistère entre en vigueur à l'occasion des élections départementales de mars 2015, défini par le décret du 13 février 2014[4], en application des lois du 17 mai 2013 (loi organique 2013-402 et loi 2013-403)[6]. Les conseillers départementaux sont, à compter de ces élections, élus au scrutin majoritaire binominal mixte. Les électeurs de chaque canton élisent au Conseil départemental, nouvelle appellation du Conseil général, deux membres de sexe différent, qui se présentent en binôme de candidats. Les conseillers départementaux sont élus pour 6 ans au scrutin binominal majoritaire à deux tours, l'accès au second tour nécessitant 12,5 % des inscrits au 1er tour. En outre la totalité des conseillers départementaux est renouvelée. Ce nouveau mode de scrutin nécessite un redécoupage des cantons dont le nombre est divisé par deux avec arrondi à l'unité impaire supérieure si ce nombre n'est pas entier impair, assorti de conditions de seuils minimaux[7]. Dans le Finistère, le nombre de cantons passe ainsi de 54 à 27. Le nombre de communes du canton de Landivisiau passe de 8 à 19.

- Le nouveau canton de Landivisiau est formé de communes des anciens cantons de Landivisiau (8 communes), de Sizun (4 communes), de Taulé (1 commune), de Ploudiry (1 commune), de Plouescat (1 commune) et de Plouzévédé (4 communes). Avec ce redécoupage administratif, le territoire du canton s'affranchit des limites d'arrondissements, avec 18 communes incluses dans l'arrondissement de Morlaix et 1 dans l'arrondissement de Brest. Le bureau centralisateur est situé à Landivisiau.

## Représentation

### Conseillers d'arrondissement (de 1833 à 1940)
| Période                                  | Période          | Identité                                      | Étiquette   | Qualité |
| ---------------------------------------- | ---------------- | --------------------------------------------- | ----------- | --- |
| 1833                                     | 1845             | Gabriel Jacques Le Férec                      |             | Notaire royal, maire de Landivisiau                                                                         |
| 1845                                     | 1848             | Gabriel Quéinnec (1818-1871)                  |             | Propriétaire cultivateur à Landivisiau                                                                      |
|                                          |                  |                                               |             | |
| 1871                                     | 1879 (décès)     | Yves-Marie Pouliquen (1821-1879)              |             | Notaire, propriétaire à Ty Guen, Landivisiau                                                                |
| 1880                                     | 1888             | François Marie Quéinnec (1813-1888)           | Monarchiste | Notaire, maire de Landivisiau                                                                               |
| 1888                                     | 1902 (démission) | Louis Quéinnec (1845-1924, fils du précédent) | Monarchiste | Notaire, maire de Landivisiau (1888-1908)                                                                   |
| 1902                                     | 1919             | Laurent-Marie Boucher                         | Libéral     | Industriel, maire de Lampaul-Guimiliau                                                                      |
| 1919                                     | 1934             | Gabriel Pouliquen                             | URD         | Notaire, maire de Landivisiau                                                                               |
| 1934                                     | 1940             | Yves-Marie Sibiril                            | URD         | Cultivateur, maire de Guimiliau                                                                             |
| 1940                                     |                  |                                               |             | Les conseils d'arrondissement ont été suspendus par la loi du 12 octobre 1940 et n'ont jamais été réactivés |
| Les données manquantes sont à compléter. |                  |                                               |             | |

### Conseillers généraux de 1833 à 2015
| Période | Période      | Identité                           | Étiquette                  | Qualité |
| ------- | ------------ | ---------------------------------- | -------------------------- | --- |
| 1833    | 1852         | Guillaume Le Roux                  |                            | Négociant et banquier à Landivisiau Propriétaire du château de Brézal                                         |
| 1852    | 1871         | Jacques Abgrall (1818-1876)        |                            | Propriétaire du château de Roc'h Aouren Tanneur, maire de Lampaul-Guimiliau (1846-1869)                       |
| 1871    | 1902 (décès) | François Soubigou                  | Extrême droite Monarchiste | Député (1848-1849) - Sénateur (1876-1894) Propriétaire agricole à Plounéventer                                |
| 1902    | 1919         | Louis Quéinnec (1845-1924)         | Monarchiste Libéral        | Notaire Maire de Landivisiau (1888-1908), conseiller d'arrondissement                                         |
| 1919    | 1931 (décès) | Laurent-Marie Boucher (1857-1931), | Libéral                    | Industriel, maire de Lampaul-Guimiliau (1896-1929), conseiller d'arrondissement                               |
| 1931    | 1940         | Gabriel Pouliquen (1876-1940)      | URD                        | Notaire, maire de Landivisiau (1908-1915, 1917-1939), conseiller d'arrondissement                             |
|         |              |                                    |                            | |
| 1943    | 1945         | Joseph Grall (1886-1968)           |                            | Propriétaire, tanneur Maire de Landivisiau (1939-1944) Nommé conseiller départemental en 1943                 |
|         |              |                                    |                            | |
| 1945    | 1964         | Joseph Pinvidic                    | RPF puis CNIP              | Vétérinaire Président du Conseil Général (1949-1955) Député (1951-1962) Maire de Landivisiau (1945-1965)      |
| 1964    | 1982         | Yves Cabioch                       | CD puis UDF-CDS            | Conseiller municipal de Landivisiau                                                                           |
| 1982    | 2001         | Charles Miossec                    | RPR                        | Cadre commercial Député (1978-2002) Président du Conseil Général (1988-1998) Maire de Landivisiau (1983-2001) |
| 2001    | 2008         | Clotilde Dubrœucq                  | PS                         | Enseignante, Présidente du Centre d'information des femmes, Landivisiau                                       |
| 2008    | 2015         | Georges Tigréat (1949-2016)        | UMP                        | Assureur Maire de Landivisiau (2001-2014) Président de la Communauté de Communes du Pays de Landivisiau       |

### Conseillers départementaux à partir de 2015
| Période élective | Période élective | Mandat | Mandat   | Identité           | Nuance | Nuance | Qualité                                                       |
| ---------------- | ---------------- | ------ | -------- | ------------------ | ------ | ------ | ------------------------------------------------------------- |
| 2015             | 2021             | 2015   | 2021     | Élisabeth Guillerm |        | DVD    | Aide-soignante ancienne adjointe au maire de Landivisiau      |
| 2015             | 2021             | 2015   | 2021     | Jean-Marc Puchois  |        | DVD    | Cadre du secteur privé Maire de Lampaul-Guimiliau (2008-2020) |
| 2021             | 2028             | 2021   | en cours | Élisabeth Guillerm |        | DVD    | Conseillère sortante                                          |
| 2021             | 2028             | 2021   | en cours | Jean-Marc Puchois  |        | DVD    | Conseiller sortant                                            |

### Résultats détaillés

#### Élections de mars 2015
À l'issue du 1er tour des élections départementales de 2015, deux binômes sont en ballottage : Raymond Mercier et Christine Portailler (Union de la Droite, 25,28 %) et Élisabeth Guillerm et Jean-Marc Puchois (DVD, 25,23 %). Le taux de participation est de 50,92 % (11 955 votants sur 23 476 inscrits) contre 51,11 % au niveau départementalet 50,17 % au niveau national.
Au second tour, Élisabeth Guillerm et Jean-Marc Puchois (DVD) sont élus avec 63,56 % des suffrages exprimés et un taux de participation de 46,04 % (6 155 voix pour 10 806 votants et 23 473 inscrits).

#### Élections de juin 2021
Le premier tour des élections départementales de 2021 est marqué par un très faible taux de participation (33,26 % au niveau national). Dans le canton de Landivisiau, ce taux de participation est de 33,53 % (7 995 votants sur 23 842 inscrits) contre 35,55 % au niveau départemental. À l'issue de ce premier tour, deux binômes sont en ballottage : Élisabeth Guillerm et Jean-Marc Puchois (Union au centre et à droite, 52,74 %) et Benjamin Ropert et Laétitia Tourolle (Union à gauche, 17,37 %).
Le second tour des élections est marqué une nouvelle fois par une abstention massive équivalente au premier tour. Les taux de participation sont de 34,36 % au niveau national, 36,76 % dans le département et 33,59 % dans le canton de Landivisiau. Élisabeth Guillerm et Jean-Marc Puchois (Union au centre et à droite) sont élus avec 68,33 % des suffrages exprimés (5 149 voix pour 8 011 votants et 23 848 inscrits),,. 

## Composition

### Composition avant 2015

Situation du canton de Landivisiau dans le département du Finistère avant 2015.

Le canton de Landivisiau regroupait huit communes.
| Nom                     | Code Insee | Codepostal | Superficie (km2) | Population (dernière pop. légale) | Densité (hab./km2) |
| ----------------------- | ---------- | ---------- | ---------------- | --------------------------------- | ------------------ |
| Landivisiau (chef-lieu) | 29105      | 29400      | 18,99            | 9 131 (2012)                      | 481                |
| Bodilis                 | 29010      | 29400      | 20,08            | 1 563 (2012)                      | 78                 |
| Guimiliau               | 29074      | 29400      | 11,22            | 1 028 (2012)                      | 92                 |
| Lampaul-Guimiliau       | 29097      | 29400      | 17,48            | 2 057 (2012)                      | 118                |
| Plougourvest            | 29193      | 29400      | 14,07            | 1 360 (2012)                      | 97                 |
| Plounéventer            | 29204      | 29400      | 27,28            | 2 083 (2012)                      | 76                 |
| Saint-Derrien           | 29244      | 29440      | 12,28            | 804 (2012)                        | 65                 |
| Saint-Servais           | 29264      | 29400      | 10,29            | 804 (2012)                        | 78                 |

### Composition à partir de 2015
Le canton de Landivisiau comprend désormais dix-neuf communes entières.
| Nom                                 | Code Insee | Intercommunalité          | Superficie (km2) | Population (dernière pop. légale) | Densité (hab./km2) | Modifier                                    |
| ----------------------------------- | ---------- | ------------------------- | ---------------- | --------------------------------- | ------------------ | ------------------------------------------- |
| Landivisiau (bureau centralisateur) | 29105      | CC du Pays de Landivisiau | 18,99            | 9 197 (2022)                      | 484                | modifier les données · modifier les données |
| Bodilis                             | 29010      | CC du Pays de Landivisiau | 20,08            | 1 700 (2022)                      | 85                 | modifier les données · modifier les données |
| Commana                             | 29038      | CC du Pays de Landivisiau | 39,90            | 994 (2022)                        | 25                 | modifier les données · modifier les données |
| Guiclan                             | 29068      | CC du Pays de Landivisiau | 42,64            | 2 564 (2022)                      | 60                 | modifier les données · modifier les données |
| Guimiliau                           | 29074      | CC du Pays de Landivisiau | 11,22            | 1 000 (2022)                      | 89                 | modifier les données · modifier les données |
| Lampaul-Guimiliau                   | 29097      | CC du Pays de Landivisiau | 17,48            | 2 004 (2022)                      | 115                | modifier les données · modifier les données |
| Loc-Eguiner                         | 29128      | CC du Pays de Landivisiau | 11,90            | 378 (2022)                        | 32                 | modifier les données · modifier les données |
| Locmélar                            | 29131      | CC du Pays de Landivisiau | 15,55            | 476 (2022)                        | 31                 | modifier les données · modifier les données |
| Plougar                             | 29187      | CC du Pays de Landivisiau | 17,48            | 790 (2022)                        | 45                 | modifier les données · modifier les données |
| Plougourvest                        | 29193      | CC du Pays de Landivisiau | 14,07            | 1 486 (2022)                      | 106                | modifier les données · modifier les données |
| Plounéventer                        | 29204      | CC du Pays de Landivisiau | 27,28            | 2 212 (2022)                      | 81                 | modifier les données · modifier les données |
| Plouvorn                            | 29210      | CC du Pays de Landivisiau | 35,44            | 2 932 (2022)                      | 83                 | modifier les données · modifier les données |
| Plouzévédé                          | 29213      | CC du Pays de Landivisiau | 18,51            | 1 856 (2022)                      | 100                | modifier les données · modifier les données |
| Saint-Derrien                       | 29244      | CC du Pays de Landivisiau | 12,28            | 846 (2022)                        | 69                 | modifier les données · modifier les données |
| Saint-Sauveur                       | 29262      | CC du Pays de Landivisiau | 13,24            | 827 (2022)                        | 62                 | modifier les données · modifier les données |
| Saint-Servais                       | 29264      | CC du Pays de Landivisiau | 10,29            | 789 (2022)                        | 77                 | modifier les données · modifier les données |
| Saint-Vougay                        | 29271      | CC du Pays de Landivisiau | 15,10            | 879 (2022)                        | 58                 | modifier les données · modifier les données |
| Sizun                               | 29277      | CC du Pays de Landivisiau | 58,14            | 2 334 (2022)                      | 40                 | modifier les données · modifier les données |
| Trézilidé                           | 29301      | CC du Pays de Landivisiau | 4,60             | 403 (2022)                        | 88                 | modifier les données · modifier les données |
| Canton de Landivisiau               | 2914       |                           | 404,19           | 33 667 (2022)                     | 83                 | modifier les données                        |

## Démographie

### Démographie avant 2015
| 1962   | 1968   | 1975   | 1982   | 1990   | 1999   | 2006   | 2011   | 2012   |
| ------ | ------ | ------ | ------ | ------ | ------ | ------ | ------ | ------ |
| 12 290 | 12 528 | 14 274 | 15 532 | 15 962 | 16 604 | 17 375 | 18 699 | 18 830 |

### Démographie depuis 2015
En 2022, le canton comptait 33 667 habitants, en évolution de +1,82 % par rapport à 2016 (Finistère : +2,16 %, France hors Mayotte : +2,11 %).
| 2013   | 2018   | 2022   |
| ------ | ------ | ------ |
| 32 914 | 33 053 | 33 667 |